# Burg Kempen

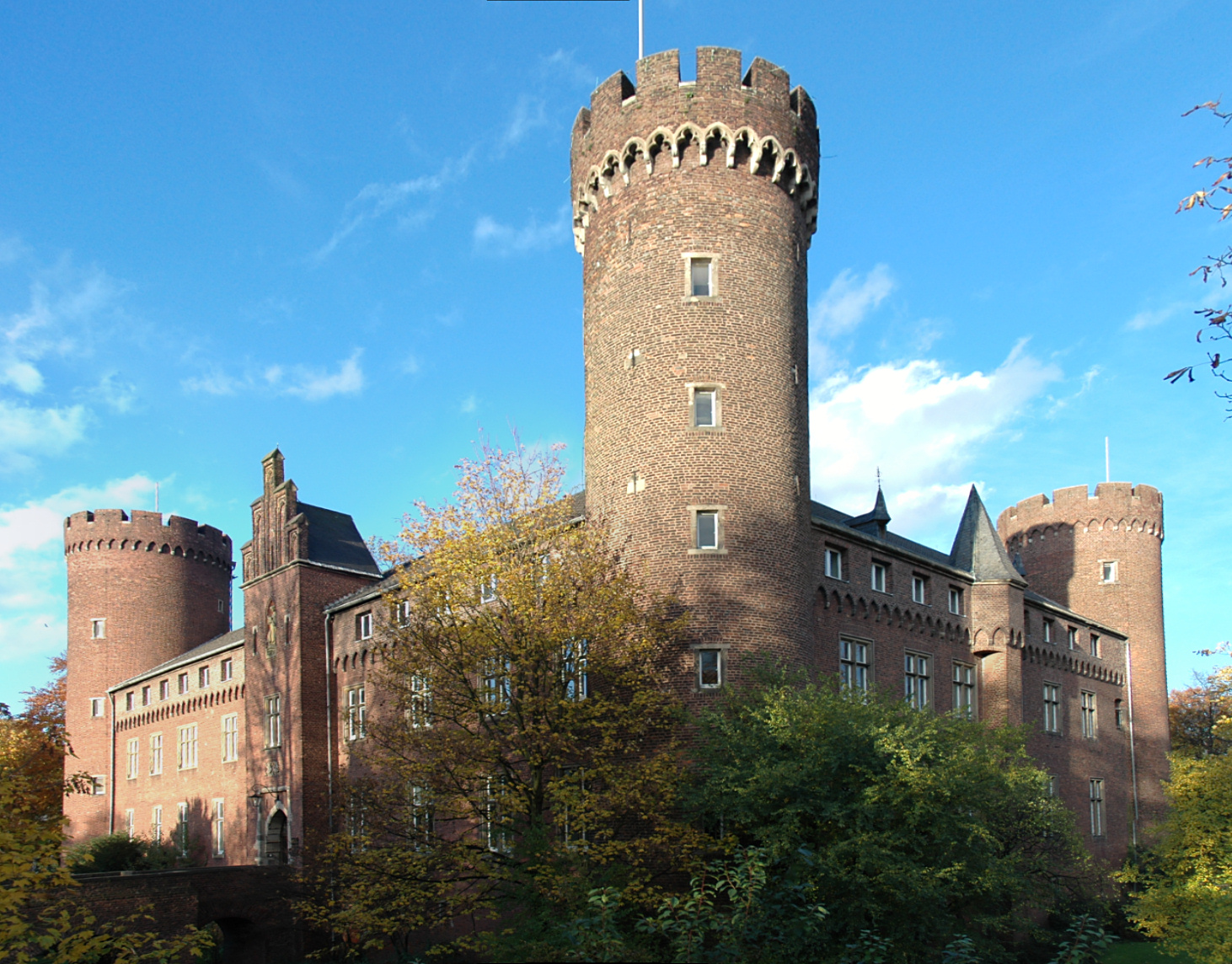
Südansicht der Burg Kempen

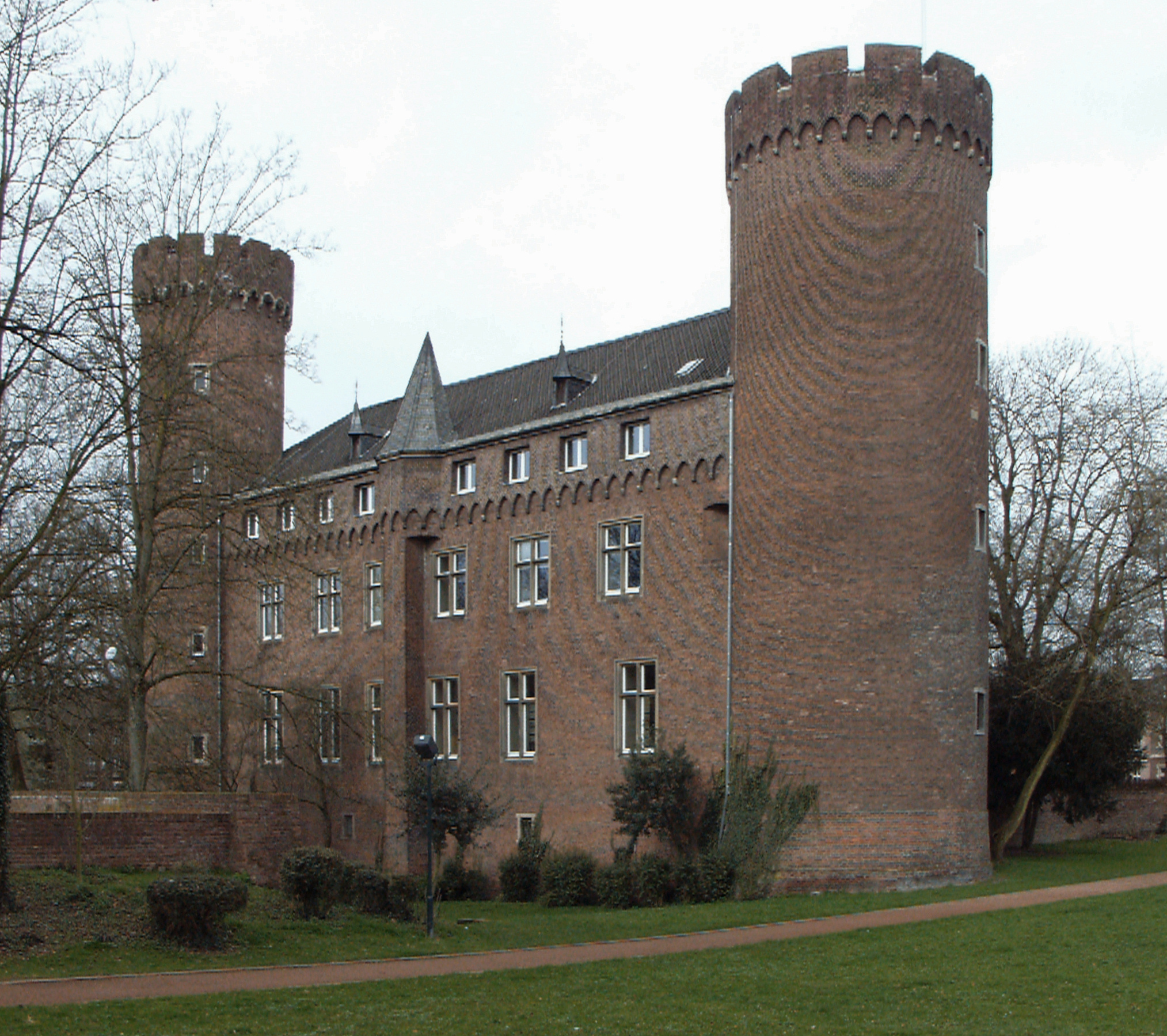
Ostflügel der Burg

Die Burg Kempen ist eine ehemalige Landesburg der Erzbischöfe von Köln, die dem Schutz des kurkölnischen Territoriums an dessen nordwestlicher Grenze diente. Sie steht im nordöstlichen Stadtkern der niederrheinischen Stadt Kempen im Kreis Viersen. Im 19. Jahrhundert im Stil der Neugotik umfassend verändert, geht sie auf eine mittelalterliche Gründung zurück und gilt neben der Burg Zülpich als „besterhaltene kurkölnische Burg des 14. Jahrhunderts“, weil keine andere Anlage Kurkölns noch so viel originale Bausubstanz aus ihrer Anfangszeit vorweisen kann. Bis zum Einmarsch der Franzosen 1794 war sie der Wohnsitz des Schultheißen für Stadt und Amt Kempen, der zugleich kurfürstlicher Kellner war. Die Burg war zeitweilig sogar Sitz des hohen Gerichts, und ihre Türme dienten als Gefängnis und Verlies.
Im 17. Jahrhundert ließ Ferdinand von Bayern die Anlage im Stil der späten Renaissance zu einer repräsentativen Residenz umgestalten, doch ein Brand Mitte des 19. Jahrhunderts zerstörte große Teile von ihr. Der anschließende Wiederaufbau im historistischen Stil nahm dem Gebäude den schlossartigen Charakter, sodass man heute wieder von einer Burg spricht.
Das seit dem 26. September 1983 unter Denkmalschutz stehende Gebäude wird derzeit durch das Stadtarchiv Kempen und das Viersener Kreisarchiv sowie durch die Kreisvolkshochschule genutzt. Seit Juni 2010 ist zudem die Geschäftsstelle des Kulturraums Niederrhein Mieterin einiger Büroräume. Die Burg Kempen ist innen nur nach vorheriger Absprache zu besichtigen, ihre Außenanlagen sind für die Öffentlichkeit jedoch jederzeit zugänglich.

## Beschreibung

Situationsplan; schwarz: erhaltene Bauten, grau: verschwundene Bauten

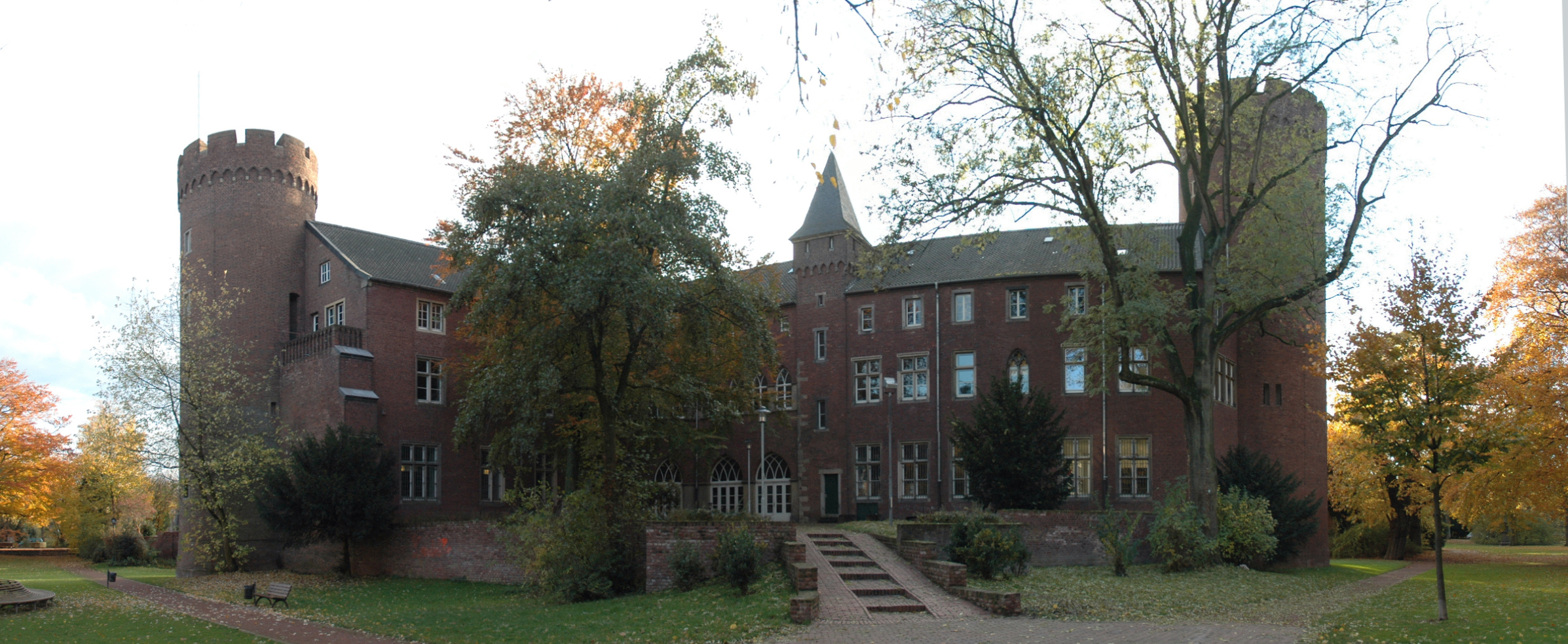
Nordansicht

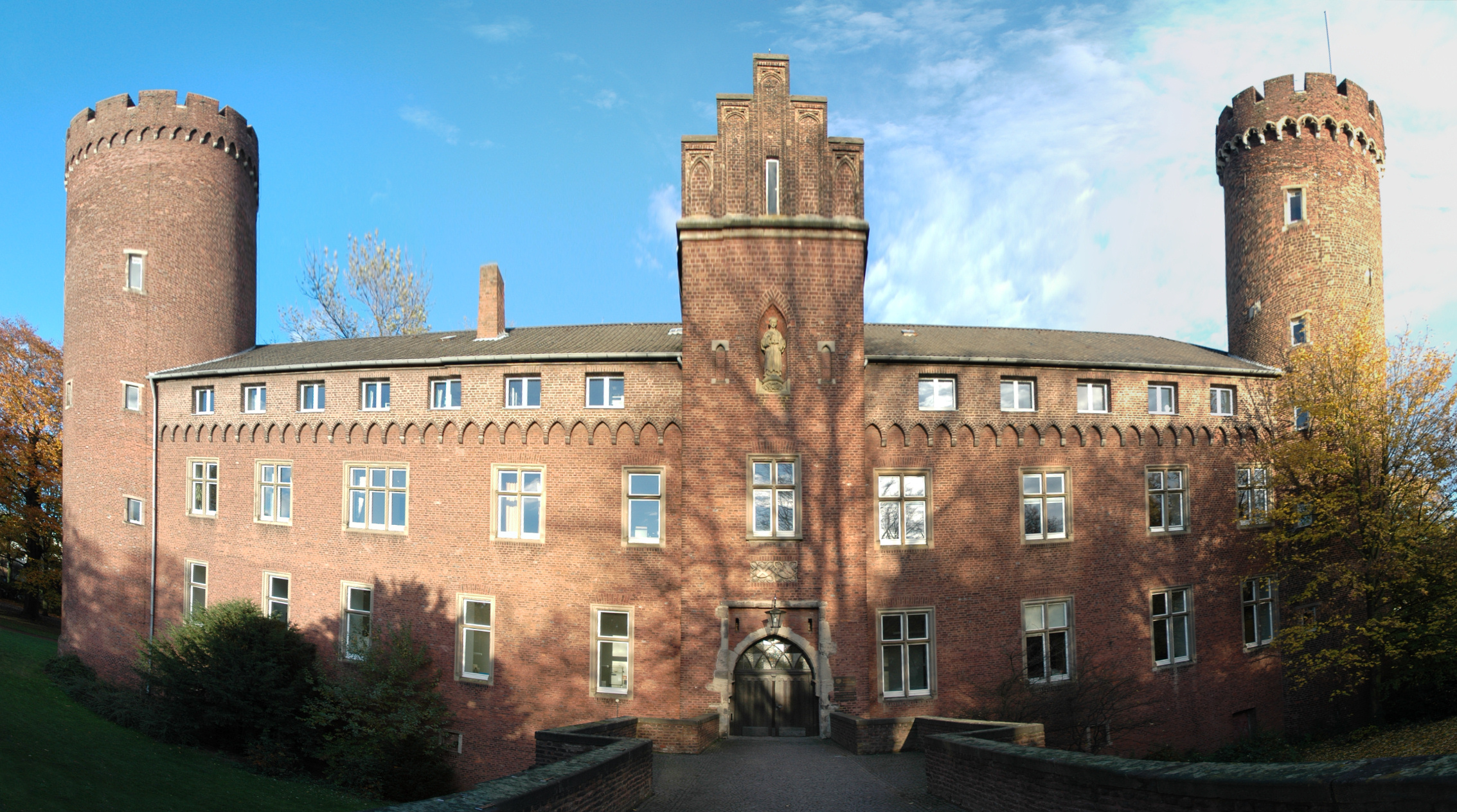
Westflügel

Burg Kempen ist ein zweiflügeliger Backsteinbau mit nahezu dreieckigem Grundriss, dessen Ecken von runden Türmen mit Zinnenkranz besetzt sind. Die beiden zweigeschossigen Flügel der Anlage erheben sich über einem Kellergeschoss mit Tonnengewölbe. Sie stoßen in einem rechten Winkel aufeinander und besitzen einen umlaufenden Spitzbogenfries am Kordongesims unter dem Dachgeschoss. Das Gebäude umgab früher ein doppelter, wassergefüllter Grabenring mit aufgemauerten Seitenwänden, von dem heute nur noch der südliche Teil des inneren Burggrabens erhalten ist. Die Mauerstärke liegt im Südwesten und Südosten bei 1,25 Meter, während sie an den übrigen Seiten zwei Meter beträgt. Über den heute trockenen Graben führt eine vierbogige Steinbrücke zum 20 Meter hohen spitzbogigen Portalturm, der um etwa 1,5 Meter risalitartig aus der Westfassade hervortritt. Sein früheres Pyramidendach ist heutzutage durch ein Satteldach mit Staffelgiebel ersetzt. Das Portal ist von einer Hausteinfassung umgeben, in der noch die Kettenlöcher der einstigen Zugbrücke zu erkennen sind. Die dahinter liegende Tordurchfahrt ist von einem Kreuzgewölbe überdeckt, dessen Rippen auf Konsolen ruhen. Über dem Eingang findet sich ein in Tuffstein gehauenes Doppelwappen, das von einem gotischen Maßwerk in Vierpassform umgeben ist. Das Wappen weist mit seinen Symbolen Friedrich von Saarwerden als Bauherrn der Anlage aus: Es zeigt ein Kreuz als Symbol für das Kölner Erzstift sowie einen Doppeladler für die Grafschaft Saarwerden. Weiter oben findet sich in einer Nische die Statue Thomas von Kempens und erinnert daran, dass die Burg geraume Zeit das Gymnasium Thomaeum beherbergte.
Der Westflügel der Burg ist der längere der beiden Trakte. Er ist etwa 46,5 Meter breit und 12 Meter tief. Seine Höhe beträgt – gemessen von der Sohle des Burggrabens – bis zum Spitzbogenfries rund 15 Meter. Im ersten Ober- sowie im Erdgeschoss besitzt er Quer- und Kreuzstockfenster, deren einstige Einfassungen aus Grauwacke heute nicht mehr existieren. Ehe der Flügel im 19. Jahrhundert stark verändert wurde, besaß seine Außenmauer eine Stärke von 2,70 Meter, die im Zuge der Umbauarbeiten jedoch auf maximal 0,95 cm verringert wurde. Im ersten Obergeschoss befand sich früher eine Kapelle, deren einziges Fenster zum Burghof zeigt. Es handelt sich dabei um ein schmales Spitzbogenfenster mit Vierpass und Pfosten aus Haustein. Die Apsis der Kapelle war in die Mauertiefe eingelassen. Der östliche Burgflügel ist rund 34 Meter lang und zeigt an seiner Außenfassade einen viereckigen, mittig vorspringenden Turm, der aufgrund seiner Schlankheit an einen Pfeiler erinnert. Auf Höhe des Dachgeschosses wird er durch Pendentifs in eine achteckige Form überführt. Früher befand sich in seinem Inneren eine Wendeltreppe.
Die drei zwischen 22,5 und 28,5 Meter hohen Rundtürme an den Ecken der Anlage unterscheiden sich sowohl in ihrem Durchmesser als auch der Dicke ihrer Mauern. Der Westturm besitzt bei einem Durchmesser von 8,5 Metern eine 2,4 Meter dicke Mauer im Erdgeschoss, die sich nach oben auf 2,25 Meter verjüngt. Der dünnere Südturm besitzt in seinen Obergeschossen nur eine 1,4 Meter dicke Mauer und unterscheidet sich von den beiden anderen Ecktürmen dadurch, dass er Maschikulis besaß. Der östliche Turm weist unten eine Mauerdicke von 2,15 Metern und im obersten Geschoss eine von zwei Metern auf. Im Inneren besitzt er in den beiden Obergeschossen jeweils ein kuppelüberwölbtes Turmzimmer. Neben all diesen Unterschieden weisen die Türme der Kempener Burg aber auch Gemeinsamkeiten auf. So sind sämtliche ihrer Fenster und Schießscharten von Blausteineinfassungen gerahmt. Außerdem besitzen sie alle ein Kranzgesims mit Spitzbögen und enge, steile Wendeltreppen in der Mauerstärke. Die lichte Weite der Treppe im Ostturm beträgt dabei nur 0,65 Meter.

## Geschichte

### Anfänge
Nach der verlorenen Schlacht von Worringen im Jahr 1288 war Kempen für Kurköln als Bollwerk gegen Jülich und Brabant sehr wichtig. Deshalb verlieh Siegfried von Westerburg der Siedlung am 3. November 1294 Stadtrechte und ließ sie befestigen. Zu jener Zeit existierte in Kempen schon ein befestigter Hof, der im Laufe der nachfolgenden Zeit zu einer Burg ausgebaut wurde. Als Landesburg erfüllte Kempen die gleichen Funktionen wie die kurkölnischen Anlagen in Linn, Zülpich, Lechenich, Hülchrath, Uda und Zons. 
1314 verpfändete Erzbischof Heinrich von Virneburg das oppidum und Land Kempen an Dietrich Luf III. von Kleve, der ihm zuvor die Grafschaft Hülchrath für 30.000 Mark verkauft hatte. Dietrich Luf blieb im Besitz der Burg, bis die volle Kaufsumme für die Grafschaft im Jahr 1230 bezahlt war. Es gibt keine überlieferte Urkunde, die von der genauen Gründung der Burg in Kempen kündet. Lange Zeit galt 1316 als Baujahr, doch dieses seit dem 17. Jahrhundert überlieferte Datum resultierte aus der falschen Lesart einer Bronzetafel, die früher im Innenhof der Kempener Burg eingemauert war und sich heute im städtischen Kramer-Museum befindet. Ihre Inschrift lautet:
M SEMEL ET TER C NONIS X V SEMEL IQUE
PRINCIPIO MAJI IUBET HOC CASTRUM FABRICARI
PRESUL MAGNIFICUS AGRIPPINE FREDERICUS
DE SAWARD NATUS VALEAT SINE FINE BEATUS
QUATUOR HOC ANNIS OPUS EXPLET CURA JOHANNIS
HUNT ICTI. CHRISTE DA SIT FELIX LOUCS ISTE.
Sie kündet damit nicht von der Gründung der Anlage, sondern von einer Erneuerung in den Jahren 1396 bis 1400. Allerdings wird die Burg schon 1347 urkundlich erwähnt, als der Ritter Reinhard von Schönau Burg, Stadt und Land Kempen übertragen bekam. Im Jahr 1364 erfolgte unter Erzbischof Engelbert III. eine Verpfändung an seinen Neffen Adolf III. von der Mark.

### Aus- und Umbauten
Friedrich von Saarwerden beauftragte am Ende des 14. Jahrhunderts den Küster der Kempener Pfarrkirche und späteren Schultheißen sowie Kellner, Johann(es) Hundt, als Baumeister mit dem Um- und Ausbau der Burg Kempen nach den Vorbildern in Lechenich und Zülpich. Richard Klapheck vermutet, dass die Ähnlichkeiten der drei Anlagen daraus resultieren könnten, dass Hundt schon zuvor in Lechenich und Zülpich als Baumeister tätig war. An der Kempener Burg war sein Symbol, ein Hund, fünfmal zu sehen. Nach Ende der Arbeiten war sie eine recht schmucklose Zweiflügelanlage, deren Hof im Norden von einer starken Ringmauer begrenzt war. Später entstanden an dieser Wehrmauer weitere Gebäude, die einen dritten Flügel bildeten. 1569 erfolgten Erweiterungen und Instandsetzungsarbeiten durch Salentin von Isenburg, bei denen unter anderem auch der baufällig gewordene Torturm der südlich der Kernburg gelegenen Vorburg erneuert wurde. Der Turm besaß zwei Geschosse, die von einem Pyramidendach bedeckt waren. Im obersten Geschoss kragten an den Ecken vier runde Scharwachttürme mit hohen Kegeldächern hervor. Dem Turm schlossen sich langgestreckte Wirtschaftsgebäude an, darunter Zehntscheune, Remisen und Ställe. Sie begrenzten die Vorburg an deren westlicher und südöstlicher Seite. An der Nordwest-Ecke stand ein runder Turm, dessen Reste heute noch erhalten sind. Der Hof der Vorburg diente im 16. und 17. Jahrhundert als Versammlungsplatz, auf dem der Amtmann Vogtgeding abhielt.

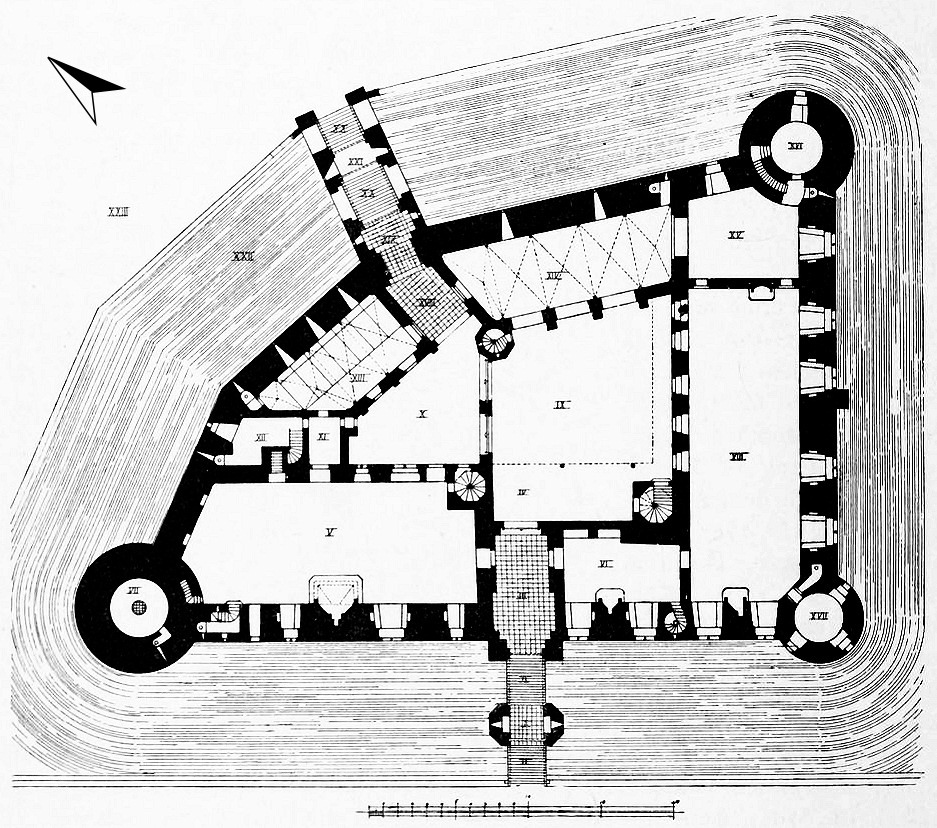
Rekonstruierter Grundriss der Burg nach der Umgestaltung im Stil der Renaissance

Mitten im Dreißigjährigen Krieg gab Ferdinand von Bayern seinem Amtmann Konstantin von Nievenheim 1634 den Auftrag, die wehrhafte Burg im Stil der Spätrenaissance umzugestalten. Dabei wurde die Anlage sowohl innen als auch außen stark verändert. Außer den Wehrelementen war von dieser Umgestaltung vor allem die westliche Hauptfassade betroffen. Ihre bisherigen schmalen Luken und Scharten wurden durch große Kreuzstockfenster mit Hausteinfassung ersetzt. Dies nahm der Kernburg ihren Befestigungscharakter und verwandelte das Gebäude in ein kurfürstliches Schloss mit renaissancezeitlichem Dach, Rittersaal, Schlosskapelle und Prunkgemächern für den Landesherrn. Doch obwohl besonders die Wohnlichkeit bei den Umbauten im Vordergrund stand, wurden der Anlage auch zusätzliche fortifikatorische Elemente zugefügt. So wurde der letzte Teil der festen Brücke durch eine Zugbrücke ersetzt, die äußere Ringmauer verstärkt und eine Barbakane nordöstlich der Burg zu einer Bastion ausgebaut. Diese Maßnahmen konnte aber nicht verhindern, dass am 7. Februar 1642, nach zehntägigem, heftigem Beschuss der Stadt, vereinigte französische, hessische und weimarische Truppen unter dem französischen Marschall Guébriant und dem hessischen Generalleutnant Kaspar Graf von Eberstein nach ihrem Sieg in der Schlacht auf der Kempener Heide in die Stadt einmarschierten und die Burg einnahmen. Sie hielten sie bis zum Ende des Krieges besetzt.

### Teilabbruch und Umwidmung

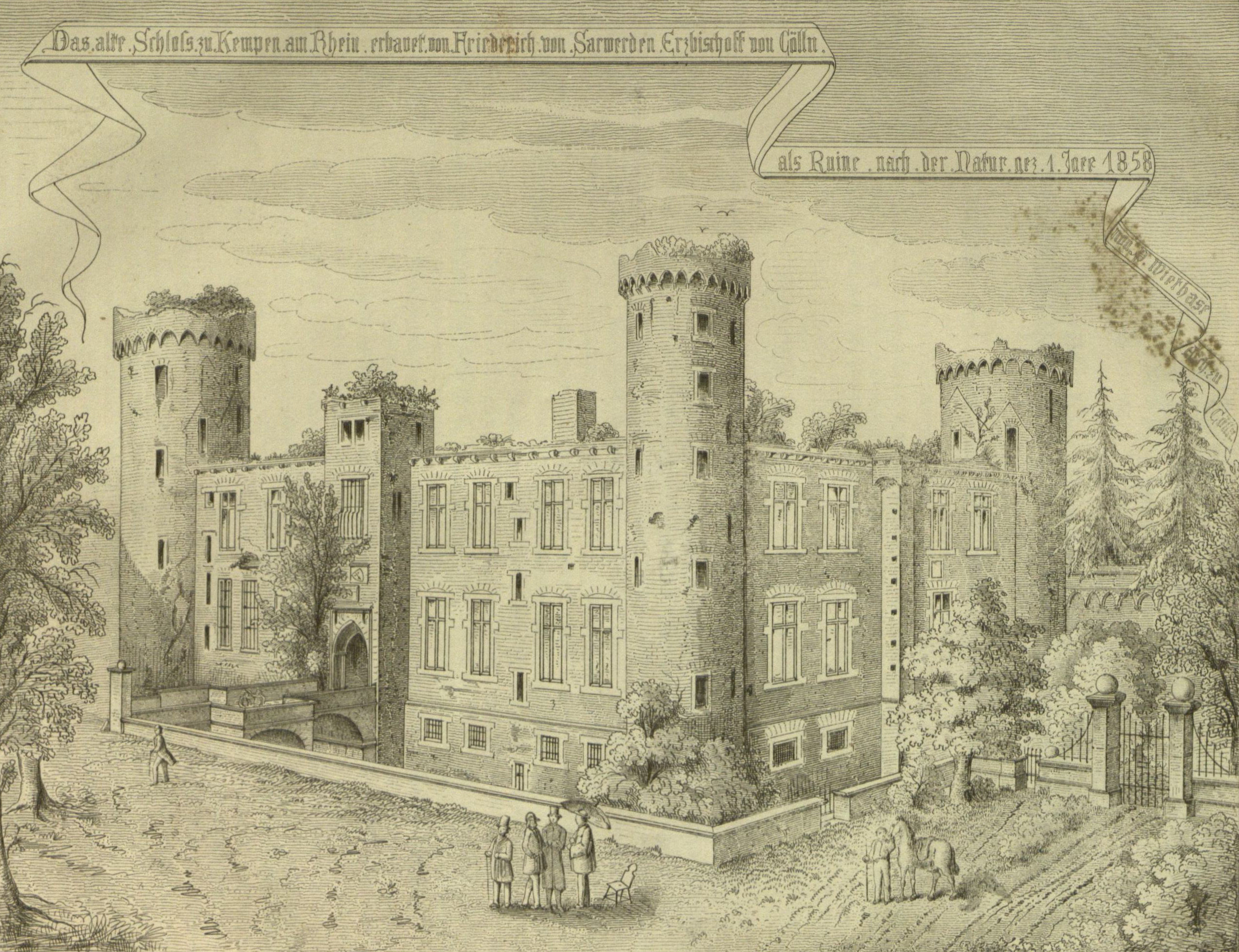
Zeichnung der Burgruine im Jahr 1858 von Heinrich Wiethase

1794 marschierten französische Revolutionstruppen in Kempen ein und besetzten es. Die Burg diente als Magazin und Lazarett, ehe sie 1802 säkularisiert und zu französischem Nationaleigentum erklärt wurde. Der letzte kurfürstliche Beamte, Franziskus Ermans, erwarb die Anlage für etwa 4000 Reichstaler von der französischen Domänenverwaltung. Von ihm kam sie im Jahr 1807 für 6000 klevische Reichstaler an den Krefelder Seidentuchhändler Peter von Loewenich (auch Löwenich, Lövenich und Loevenich geschrieben), der sie entfestigen ließ. Dabei wurde der gesamte Nordflügel der Burg abgerissen und die Bastion geschleift. Später kamen die Gebäude an den Krefelder Peter Floh, von dem sie die Stadt Kempen 1857 für 8000 Taler kaufte. Zu jener Zeit war die Anlage nur noch eine Ruine, denn am 20. Juli 1851 hatte ein Brand die Gebäude bis auf die Mauern vollkommen zerstört. Von 1861 bis 1863 erfolgte unter der Leitung des Königlichen Regierungs- und Baurats Krüger aus Düsseldorf ein Wiederaufbau der Burg im Stil der Neugotik, nachdem der Architekt Heinrich Wiethase zuvor diverse Rekonstruktionszeichnungen für die Anlage angefertigt hatte. Die Burg sollte fortan als Schulgebäude für das Gymnasium Thomaeum dienen. Zu diesem Zweck wurde das Hauptgebäude nicht nur wiederaufgebaut, sondern auch tiefgreifende Veränderungen an der noch erhaltenen Bausubstanz vorgenommen. Sein Inneres wurde weitgehend entkernt und seine Einteilung ohne Rücksicht auf die bis dahin existierende Raumgestaltung vollständig dem neuen Zweck angepasst. Die 2,50 bis 2,70 Meter dicken Außenmauern wurden bis auf eine Stärke von 0,7 bis 0,95 Meter abgeschält, um mehr Raum zu erhalten. Darüber hinaus wurde das Äußere der hofseitigen Fassade des Westflügels vereinheitlicht, die Zinnen der Türme wiederhergestellt und sämtliche Fenster erneuert. Um Platz für einen Schulhof zu erhalten, wurde 1868 der zweistöckige Torturm der Vorburg abgebrochen, nachdem schon 1867 die daran anschließenden Flügelbauten niedergelegt worden waren.
Die Burg diente bis 1925 als Schulgebäude. Nach ein paar Jahren Leerstand mietete der damalige Landkreis Kempen-Krefeld das Gebäude 1929 an, um es als Sitz der Kreisverwaltung zu nutzen. Der im Jahre 1934 durchgeführte Innenumbau in kleinere Büroeinheiten sowie der Ausbau des Dachbodens zu einem leicht auskragenden Dachgeschoss konnte jedoch dem zusehenden Verfall des Gebäudes nicht langfristig entgegenwirken. 1939 wechselte die Anlage vom städtischen Besitz in den des Kreises. Durch Bombentreffer und Brand im Zweiten Weltkrieg stark beschädigt, wurde sie bis 1951 wieder instand gesetzt und 1976 noch einmal ausgebessert. Nachdem die Kreisverwaltung 1984 nach Viersen verlegt worden ist, dient die Burg Kempen seitdem als Kreis- und Stadtarchiv und ist zudem Sitz der Kreisvolkshochschule.